# كيه سوبر
كيه سوبر كان صندوق تقاعد أسترالي مقره في بريزبان كوينزلاند. تأسس الصندوق في عام 1912 بموجب قانون صادر عن البرلمان. كان يُعرف مخطط تقاعد القطاع العام للولاية أيضًا باسم صندوق كيه سوبر. كان مجلس أمناء نظام تقاعد القطاع العام للدولة (كيه سوبر بورد) مسؤولاً عن إدارة صندوق كيه سوبر. في 26 أكتوبر 2015 حل مايكل بينيسي الرئيس التنفيذي للاستراتيجية محل روزماري فيلجان كرئيس تنفيذي، والذي عمل في هذا المنصب لمدة 18 عامًا.
كان كيه سوبر صندوقًا غير هادف للربح ولديه سلطة ماي سوبر، مع حوالي 585.000 عضو و113 مليار دولار أموال تحت الإدارة. الصندوق مفتوح لجميع الأستراليين. في 1 ديسمبر 2016 أصدرت حكومة كوينزلاند تشريعًا يرفع قيود التطبيق عن الموظفين الحكوميين فقط وأزواجهم، والذي دخل حيز التنفيذ في 30 يونيو 2017.
في 28 فبراير 2022 اندمجت كيه سوبر مع صن سوبر لتصبح جزءًا من صندوق التقاعد الأسترالي.